# Повуа-ди-Санта-Ирия
Повуа-ди-Санта-Ирия (порт. Póvoa de Santa Iria) — населённый пункт и район в Португалии, входит в округ Лиссабон. Является составной частью муниципалитета Вила-Франка-ди-Шира. Находится в составе крупной городской агломерации Большой Лиссабон. По старому административному делению входил в провинцию Рибатежу. Входит в экономико-статистический субрегион Большой Лиссабон, который входит в Лиссабонский регион. Население составляет 24 277 человек на 2001 год. Занимает площадь 3,95 км².
Покровителем района считается Дева Мария (порт. Nossa Senhora de Fátima).

## История
Район основан в 1916 году